# Bilfinger Rohrleitungsbau
Bilfinger Rohrleitungsbau GmbH ist eine Firma des Rohrleitungsbaus. Das Unternehmen wurde 2021 von ERBUD übernommen und in IRK GmbH umbenannt.

## Geschichte
1990 wurde die Babcock Rohrleitungsbau gegründet, die im selben Jahr die Firma Industrie- und Kraftwerksrohrleitungsbau Bitterfeld bei deren Privatisierung kaufte. 2004 wurde die Rheinhold & Mahla AG und 2010 die Gesellschaft für Anlagenbau Guben (GfA) übernommen. Der polnische Baukonzern ERBUD hat die frühere Bilfinger Rohrleitungsbau GmbH am 31. Mai 2021 übernommen. Das Unternehmen wurde in IRK GmbH umbenannt.